# Brian Hall (arbitre)
Brian Hall, né le 5 juin 1961, est un ancien arbitre américain de soccer. Il fut international en 1992 et arrêta en 2007. Il fut couronné en 2003, en 2005, en 2006 et en 2007 du titre d'arbitre américain de l'année.

## Carrière
Il a officié dans des compétitions majeures :
- Coupe du monde de football des moins de 17 ans 1993 (1 match)
- Coupe du monde de football des moins de 20 ans 1993 (1 match)
- Coupe des confédérations 1999 (1 match)
- Coupe d'Asie des nations de football 2000 (2 matchs)
- Gold Cup 2002 (2 matchs)
- Coupe du monde de football de 2002 (2 matchs)
- Gold Cup 2005 (1 match)
- Coupe des champions de la CONCACAF 2005 (finale aller)
- Coupe des champions de la CONCACAF 2006 (finale retour)